# Finsternis eines Sommers
Finsternis eines Sommers (japanisch 夏の闇, Natsu no yami) ist ein vorwiegend in Europa, Deutschland spielender Roman des japanischen Schriftstellers Takeshi Kaikō. Die Originalausgabe erschien 1972, die deutsche Ausgabe, übersetzt von Jürgen Berndt, erschien 1993.

## Inhalt
Die Orte der Handlung werden nicht explizit genannt, aber es wird schnell klar, dass die Hauptfiguren, ein Japaner und eine Japanerin, sich in Europa, in Deutschland, aufhalten. Er ist vierzig, sie um die dreißig Jahre alt und sie haben sich zehn Jahre nicht gesehen. Die beiden treffen sich in einer europäischen Stadt, möglicherweise Paris, bummeln durch enge Straßen, durch Parkanlagen, beobachten die Menschen, wobei der Name Oblomow fällt. Und sie schlafen miteinander. Sie hat sich von Japan gelöst, bezeichnet sich mit einem chinesischen Begriff als „in Einsamkeit trauerndes Kind“, erzählt von ihrer Doktorarbeit. Als er von den Restaurants in der Stadt erzählt, gesteht sie, dass in den Jahren drüben, also in Deutschland, mit Kartoffeln und Wurst ihr Gaumen ein wenig abgestumpft sei. Schließlich schlägt sie vor, zu ihr zu ziehen, „in die kleine Hauptstadt des Nachbarlandes“. Immerhin könne sie eine allseits gelobte Pizza backen. Und so ziehen sie nach Bonn um, genauer, „in den Vorort mit den diplomatischen Vertretungen“, nach Godesberg.
In Godesberg sieht er vom Balkon ihrer Wohnung verwundert das viele Grün, das das Gästehaus der Universität umgibt. Aber er zeigt wenig Neigung, sich in den Ort zu begeben, die Leute kennenzulernen. Am liebsten liegt er drinnen auf dem Sofa, gewöhnt sich an den deutschen Schnaps. Ihm ist jede Begegnung so zuwider, dass ihm schon der Gedanke, jemanden die Hände schütteln zu müssen, Übelkeit bereitet. Kommt Besuch, verkriecht er sich daher in der Küche. – Sie hingegen hat viel zu erzählen, von der Universität, von den schwierigen Jahren davor. Sie kommt mit ihrer Doktor-Arbeit voran, möchte Leute treffen, Partys geben.
Er träumt, wacht auf, fragt sich, warum so oft über Sex geschrieben wird (was er auch tut) und so selten über den Schlaf. Er erinnert sich an seinen ersten Vietnam-Aufenthalt, an einen Terror-Anschlag und an den Besuch einer Opium-Höhle, den tiefen Schlaf danach.
Dann ist ein ganzes Kapitel dem Angeln gewidmet. Während der Mann der Frau an einem Bergsee die Kunst des Hechte-Angelns erklärt – Kaikō war ein leidenschaftlicher Angler. – hellt sich die Geschichte ein wenig auf. Gemeinsam amüsieren sie sich über die japanischen Kollegen, die schon das Umschreiben von Texten aus einer westlichen waagerechten Zeilenanordnung in eine östliche senkrechte als Leistung ansehen.
Anders als der zitierte Oblomow, der endlich aktiv wird, als er sich in eine Frau verliebt, erwacht der Held in dieser Geschichte, als ihm (damals um 1968) neue Entwicklungen in Vietnam bekannt werden. Er sammelt fleißig Information in Berlin, beschließt, sich auf den Weg zu machen. Sie beschwört ihn vergeblich zu bleiben, beklagt, dass sie für ihn nur eine Art „Wartesaal“ zwischen zwei Reisen gewesen ist. Am letzten Abend steigen sie in die Ringlinie der Berliner S-Bahn, einst Vorbild für die Yamanote-Linie in Tokyo. Viele Passagiere gibt es nicht, und so fahren sie in einer Art Geisterbahn aus dem hellen Westen in den dunklen Osten und zurück, immer wieder. Mit der lakonischen Feststellung „Morgen früh, zehn Uhr“ endet das Buch.

## Nachbemerkung
Kaikō erhielt die Schulbildung seiner Zeit, zu der auch das klassische Chinesisch zählte, war auch sonst ganz eingebunden in die japanische Gesellschaft, wie aus der 1969 publizierten Erzählung „Blauer Montag“ zu erfahren ist. Später ging er für Zeitungen ins Ausland, wurde Weltenbummler. Hier stimmt Kaikō den Leser ganz japanisch mit dem Kopfsatz ein: „Auch damals war ich wieder mal auf Reisen.“ Auch sind da die knappen Dialoge durch eine Silbe am Ende auf japanische Art männlich oder weiblich gefärbt. Da sind die reichen Möglichkeiten der lautlichen Anspielungen im Japanischen, da gelingt die nahtlose Einbeziehung chinesischer Zitate.
Aber mit Japan beschäftigt sich das Buch nur am Rande. Und auch Europa, Deutschland bilden nur den Rahmen für die Geschichte einer intensiven Beziehung, in der Mann und Frau letztlich verschiedene Wege gehen (müssen). Kaikō verzichtet dabei auf jegliche Dramatik, möchte vor allem das Zeitgefühl wiedergeben, so wie es Ihara Saikaku 300 Jahre vor ihm getan hat, als nach dem japanischen Bürgerkrieg endlich Frieden eingetreten war, den er sich auch für Vietnam wünscht. Vielleicht ist „wirklich leben“ Kaikōs Motto, wenn er dem Buch einen Vers aus der Offenbarung des Johannes voranstellt, der mit den Worten endet: „Ach dass du kalt oder warm wärest.“

## Buch-Ausgaben
- Kaikō Ken: Natsu no yami (夏の闇), Kinyosha, 1972.
- Takeshi Kaikō: Finsternis eines Sommers. Edition q, Berlin, 1993. ISBN 3-86124-228-1.